# Casper Van Dien
Casper Robert Van Dien, Jr. (Milton, Florida; 18 de diciembre de 1968) es un actor de cine estadounidense, conocido principalmente por su papel como Johnny Rico en Starship Troopers y como el guardaespaldas Andre en Watch Over Me, serie emitida en MyNetwork TV.

## Biografía
Casper creció en Ridgewood, Nueva Jersey. Su madre es una profesora de guardería retirada y su padre un piloto de guerra. Hay una larga tradición militar en la familia Van Dien. Antes que su padre, su abuelo fue un marine en la Segunda Guerra Mundial.
Van Dien es descendiente de una antigua familia holandesa largamente asentada en el área de Nueva York. También tiene herencia sueca, francesa, inglesa y nativa americana.
Su familia regresó a Florida cuando él creció. Se enroló en la división San Petersburgo.
Después fue a la Universidad Estatal de Florida en Tallahassee, inscribiéndose como premédico. Allí eligió clases de teatro como actividad extraescolar.
Pronto actuar comenzó a eclipsar su interés por la medicina, y abandonó la FSU (Florida State University) para continuar su carrera en ese campo.

### Carrera

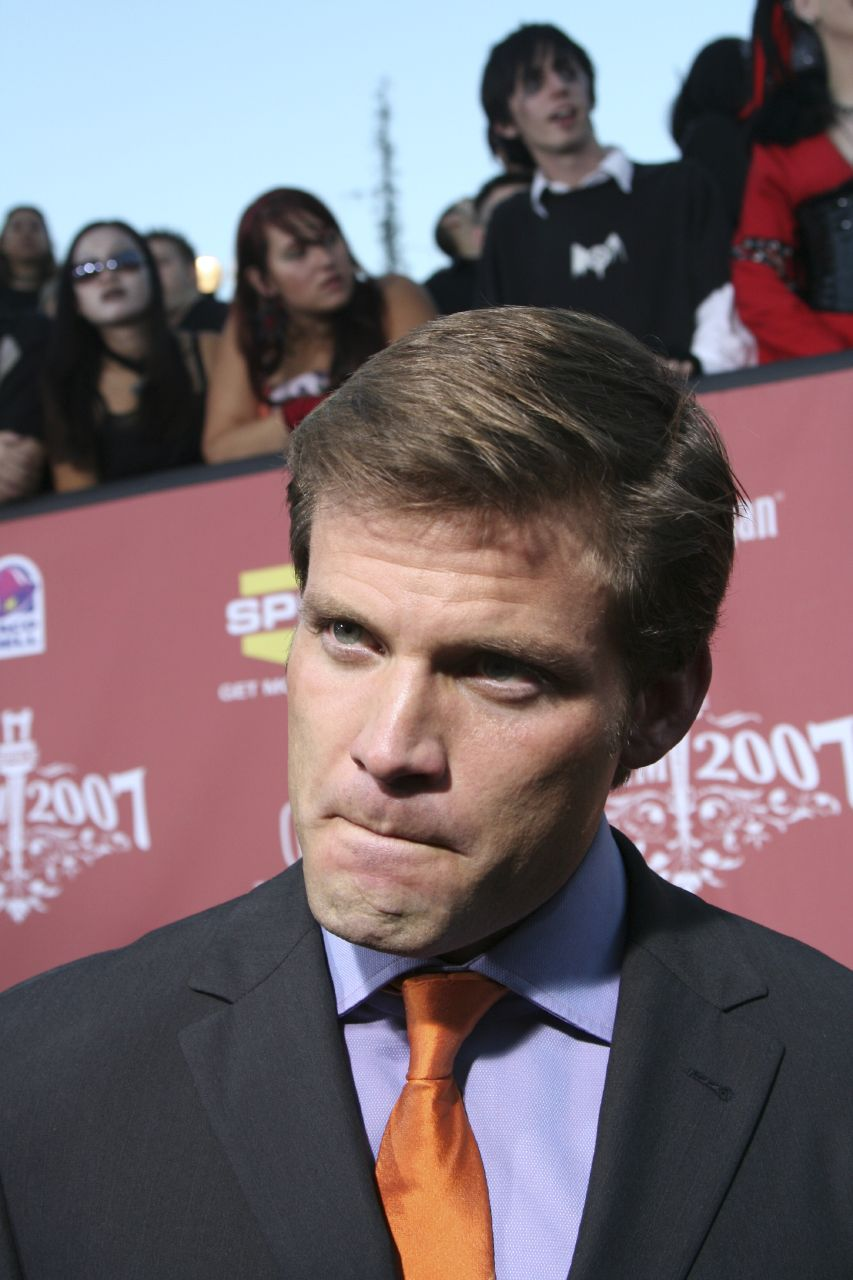
Casper Van Dien en 2007.

Se trasladó a Los Ángeles, y consiguió pequeños papeles en series y películas de televisión. Dos de sus primeras oportunidades fueron los papeles secundarios que realizó en One Life to live, y Beverly Hills, 90210.
A continuación participó en numerosas películas lanzadas directamente al mercado doméstico, como Night Eyes 4, Beastmaster 3, The Eye of Braxus o Night Scream. Logró un mayor reconocimiento al protagonizar el biopic de James Dean: Race with Destiny. Pero fue justo después cuando obtuvo el decisivo papel de Johnny Rico en el filme de ciencia ficción de Paul Verhoeven Starship Troopers.
Esto directamente le llevó a ser elegido como «el Rey de la jungla» en Tarzán y la ciudad perdida. También encarnó a Brom von Brunten en Sleepy Hollow, el film de Tim Burton que toma como base el clásico de Washington Irving.
Volviendo a sus raíces televisivas, en el año 2000 aparece en Titanes, del productor Aaron Spelling para la NBC, junto con Yasmine Bleeth, John Barrowman, Perry King, y Victoria Principal.
En 2005 produce y aparece en la reality show I Married a Princess, sobre su vida profesional y personal junto con su esposa Catherine Oxenberg, cuya madre es la princesa Elizabeth de Yugoslavia.
A finales de 2006 Van Dien fue elegido para la serie Watch Over Me en el papel de Andre, el guardaespaldas del bioterrorista Michael Krieger —interpretado por Mar Menard—. Su mujer Oxenberg es también coprotagonista caracterizando a Leandra Thames.
En el 2014 dirigió la película La bella durmiente [Sleeping Beauty], protagonizando al rey David junto a su esposa Catherine Oxenberg como la reina Violet, y sus tres hijas: Grace Van Dien —de su matrimonio anterior— como la princesa Dawn —La bella durmiente—, Celeste Van Dien como Serene, y Maya Van Dien como Newt.

### Vida personal
Estuvo casado con Carrie Mitchum —la nieta de Robert Mitchum— desde 1993 hasta 1997. Tuvieron dos hijos: Cappy (Casper Robert Mitchum Van Dien) y Gracie (Caroline Dorothy Grace Van Dien).
La única vez que la pareja trabajó junta fue cerca del final del matrimonio, en James Dean: Race with Destiny, donde también actuó Robert Mitchum. Estuvo saliendo con Denise Richards durante algún tiempo, mientras trabajaban en Starship Troopers.
Durante el rodaje de The Collectors, conoció a Catherine Oxenberg. Trabajaron juntos en el thriller cristiano The Omega Code. Se casaron el 8 de mayo de 1999 en Graceland Wedding Chapel, en Las Vegas. Oxenberg tenía una hija, India Riven, de una relación anterior con William Weitz Shaffer. Van Dien y Oxenberg tienen dos hijos en común, Maya y Celeste Alma. Se divorciaron en 2015.
En el año 2006, Van Dien fue invitado al Larry King Live, donde admitió que fue objeto de abusos sexuales por parte de su niñera cuando tenía 8 años. Guardó en secreto estos hechos hasta los 32 años.

## Filmografía

### Películas
| Año  | Título                                         | Rol                              | Nota                        |
| ---- | ---------------------------------------------- | -------------------------------- | --------------------------- |
| 1990 | Menu for Murder                                | Life Guard                       |                             |
| 1993 | The Webbers                                    | Tipo que Miranda se trae a casa  |                             |
| 1995 | Kill Shot                                      | Randy                            |                             |
| 1996 | Lethal Orbit                                   | Tom Corbett                      |                             |
| 1996 | Love Notes                                     | Adam                             |                             |
| 1996 | Night Eyes 4                                   | Roy                              |                             |
| 1996 | Beastmaster III: The Eye of Braxus             | King Tal                         |                             |
| 1996 | The Colony                                     | personaje desconocido            |                             |
| 1997 | Night Scream                                   | Teddie/Ray Ordwell Jr.           |                             |
| 1997 | Casper: A Spirited Beginning                   | Bystander                        |                             |
| 1997 | James Dean: Race with Destiny                  | James Dean                       |                             |
| 1997 | Starship Troopers                              | Johnny Rico                      |                             |
| 1998 | Tarzan and the Lost City                       | Tarzán/John Clayton              |                             |
| 1998 | Casper Meets Wendy                             | Crewcut Man                      |                             |
| 1998 | Modern Vampires                                | Dallas                           |                             |
| 1998 | On the Border                                  | Jake Barnes                      |                             |
| 1999 | Máxima tensión                                 | Tom Merrick                      |                             |
| 1999 | Shark Attack                                   | Steven McKray                    |                             |
| 1999 | The Collectors                                 | A.K.                             |                             |
| 1999 | The Omega Code                                 | Gillen Lane                      |                             |
| 1999 | Thrill Seekers                                 | Tom Merrick                      |                             |
| 1999 | Sleepy Hollow                                  | Brom Van Brunt                   |                             |
| 2000 | Sanctimony                                     | Tom Merrick                      |                             |
| 2000 | The Tracker                                    | Connor Spears                    |                             |
| 2000 | Partners                                       | Drifter                          |                             |
| 2000 | Python                                         | Bart Parker                      |                             |
| 2000 | Cutaway                                        | Delmira                          |                             |
| 2000 | A Friday Night Date, también llamada Road Rage | Jim Travis                       |                             |
| 2001 | Windfall                                       | Ace Logan                        |                             |
| 2001 | Chasing Destiny                                | Bobby Moritz                     |                             |
| 2001 | Danger Beneath the Sea                         | Comandante Miles Sheffield       |                             |
| 2002 | The Vector File                                | Gerry                            |                             |
| 2003 | Big Spender                                    | Eddie Burton                     |                             |
| 2004 | Maiden Voyage                                  | Kyle Considine                   |                             |
| 2004 | Skeleton Man                                   | Staff Sgt. Oberron               |                             |
| 2004 | What the #$*! Do We (Know!?)                   | Romantic Moritz                  |                             |
| 2004 | Dracula 3000                                   | Capt. Abraham Van Helsing        |                             |
| 2005 | The Fallen Ones                                | Matt Fletcher                    |                             |
| 2005 | Personal Effects                               | Chris Locke                      |                             |
| 2005 | Officer Down                                   | Agente Philip Gammon             |                             |
| 2006 | The Curse of King Tut's Tomb                   | Danny Freemont                   |                             |
| 2006 | Meltdown: Days of Destruction                  | Agente Tom Brackett              |                             |
| 2006 | Slayer                                         | Hawk                             |                             |
| 2008 | Aces 'N' Eights                                | Luke Rivers                      |                             |
| 2008 | Starship Troopers 3: Marauder                  | Johnny Rico                      |                             |
| 2008 | Mask of the Ninja                              | Jack Barrett                     |                             |
| 2009 | One Hot Summer                                 | Luther Simmonds                  |                             |
| 2010 | Turbulent Skies                                | Tom                              |                             |
| 2011 | Born To Ride                                   | Mike Callahan                    |                             |
| 2012 | Tornado Fuerza 6                               | Ethan Walker                     |                             |
| 2014 | La Bella Durmiente                             | Rey David                        |                             |
| 2015 | Las Vengadoras de Grimm                        | Rumpelstiltskin                  |                             |
| 2015 | June                                           | Dave Anderson                    | También productor ejecutivo |
| 2019 | Dead Water                                     | Protagonista Alita: Battle Angel |                             |
| 2022 | Dos pistolas de leyenda                        | Abel Cruz                        |                             |
| 2022 | Mad Heidi                                      | Presidente Meili                 |                             |

### Televisión
| Año       | Título                    | Rol               | Notas                                  |
| --------- | ------------------------- | ----------------- | -------------------------------------- |
| 1991      | Dangerous Women           | Brad Morris       |                                        |
|           | Saved by the Bell         | Estudiante        | Episodio; "Pipe Dreams". Sin acreditar |
| 1992      | Freshman Dorm             | Zack Taylor       | 5 episodios                            |
| 1992      | Life Goes On              | N/A               | Episodio; "Udder Madness"              |
| 1993–1994 | One Life to Live          | Ty Moody          |                                        |
| 1994      | Dr. Quinn, Medicine Woman | Jesse             | Episodio; "The Cattle Drive"           |
| 1994      | Beverly Hills, 90210      | Griffin Stone     | 7 episodios                            |
| 1994      | Married with Children     | Eric              | Episodio; "Blonde and Blonder"         |
| 1995      | Silk Stalkings            | Jeff Chadwick     | Episodio; "I Know What Scares You"     |
| 1997      | The Outer Limits          | Jake Miller       | Episodio;: "Heart's Desire"            |
| 2000-2001 | Titans                    | Chandler Williams | 14 episodios                           |
| 2004      | Rock Me Baby              | Michael           | Episodio; "Love at First Flight"       |
| 2005      | I Married a Princess      | El mismo          | También productor                      |
| 2005      | Premonition               | Jack Barnes       |                                        |
| 2006      | Watch Over Me             | Andre             | 64 episodios                           |
| 2008      | Chelsea Lately            | El mismo          |                                        |
| 2008-2009 | Monk                      | Lt. Albright      | 2 episodios.                           |
| 2012      | Femme Fatales             | Joe Hallenbeck    | Episodio: "One Man's Death"            |
| 2017      | Hawaii Five-0             | Roger Niles       | Episodio: "Na La Ilio"                 |